# Remilly-en-Montagne
Remilly-en-Montagne ist eine französische Gemeinde mit 154 Einwohnern (Stand: 1. Januar 2022) im Département Côte-d’Or in der Region Bourgogne-Franche-Comté. Sie gehört zum Arrondissement Dijon und zum Kanton Talant.

## Geographie
Remilly-en-Montagne liegt etwa 25 Kilometer westsüdwestlich von Dijon an der Sirène. Die Gemeinde wird umgeben von Mesmont im Norden, Agey im Osten, Barbirey-sur-Ouche im Südosten, Grenant-lès-Sombernon im Süden, Échannay im Südwesten sowie Sombernon im Westen und Nordwesten. 
Durch die Gemeinde führt die Autoroute A38.

## Bevölkerungsentwicklung
| Jahr                       | 1962 | 1968 | 1975 | 1982 | 1990 | 1999 | 2006 | 2013 | 2019 |
| Einwohner                  | 112  | 104  | 90   | 70   | 93   | 106  | 128  | 142  | 151  |
| Quellen: Cassini und INSEE |      |      |      |      |      |      |      |      |      |